# Nazionale femminile di pallacanestro dei Paesi Bassi
La nazionale di pallacanestro femminile dei Paesi Bassi, selezione delle migliori giocatrici di pallacanestro di nazionalità olandese, rappresenta i Paesi Bassi nelle competizioni internazionali di pallacanestro femminile organizzate dalla FIBA ed è gestita dalla NBB.

## Piazzamenti

### Campionati del mondo
- 1979 - 8°

### Campionati europei
- 1950 - 12°
- 1956 - 12°
- 1958 - 8°
- 1960 - 8°
- 1966 - 5°

- 1968 - 12°
- 1970 - 7°
- 1972 - 11°
- 1974 - 11°
- 1976 - 11°

- 1978 - 10°
- 1980 - 6°
- 1981 - 6°
- 1983 - 8°
- 1985 - 11°

- 1989 - 7°

## Formazioni

### Mondiali
Campionato mondiale femminile di pallacanestro 19794 M. van der Meijs, 5 van Reemst, 6 Geurts, 7 de Liefde, 8 Brakel, 9 R. van der Meijs, 10 van der Veen, 11 Zwanenburg, 12 Maarschalkerweerd, 13 Posthumus, 14 Seca, 15 Pountain,        All. Jos Pelk

### Europei
Campionato europeo femminile di pallacanestro 19503 Brun, 4 Schildkamp, 5 van Petten, 6 Woudhuizen, 7 Jansen, 8 de Weert, 9 van Beek, 12 Kanne, 13 F. van Dam, 14 H. van Dam,        All. -
Campionato europeo femminile di pallacanestro 19563 van Es, 4 Schmitz, 5 van Petten, 6 Wetter, 7 Jansen, 8 Fronczek, 9 Bloemsma, 10 Schram, 11 Lotze, 12 Brouwer, 13 van der Velde, 14 den Dekker, 15 Bakker,        All. Freek Brandt
Campionato europeo femminile di pallacanestro 19583 van Es, 4 van Beek, 5 van Petten, 6 Vesseur, 7 Jansen, 8 Fronczek, 9 Bloemsma, 10 Schram, 11 Lotze, 12 Brouwer, 13 van der Velde, 14 van der Heyden,        All. Jan Burgert
Campionato europeo femminile di pallacanestro 19603 van Es, 4 van Beek, 5 van der Heyden, 6 Vesseur, 7 de Groot, 8 Knoop, 10 Duijf, 11 van der Werf, 12 Brouwer, 13 van der Velde, 15 van Wijk, 16 Biesbroek,        All. Jan Burgert
Campionato europeo femminile di pallacanestro 19664 Voets, 5 van der Heyden, 6 Schouten, 7 de Groot, 8 van Ham, 9 van der Lugt, 10 Duijf, 11 Vonkeman, 12 Hoek, 13 Nolting, 14 Siebenlist, 15 van Wijk,        All. Jan Burgert
Campionato europeo femminile di pallacanestro 19684 Voets, 5 van der Heyden, 6 Schouten, 7 de Groot, 8 de Liefde, 9 Kraay, 10 de Vries, 11 Vonkeman, 12 Hoek, 13 Nolting, 14 Siebenlist, 15 van Wijk,        All. Jan Burgert
Campionato europeo femminile di pallacanestro 19704 Voets, 5 van der Heyden, 6 G. Schouten, 7 de Groot, 8 de Liefde, 9 Franzen, 10 Paul, 11 R. Schouten, 12 Hoek, 13 de Vries, 14 Siebenlist, 15 Pastor,        All. Jan Burgert
Campionato europeo femminile di pallacanestro 19724 Meijll, 5 van der Heyden, 6 de Vries, 7 Geurts, 8 Kraay, 9 van Putten, 10 van der Burg, 11 R. Schouten, 12 Kooiman, 13 de Liefde, 14 van Ham, 15 G. Schouten,        All. Jan Burgert
Campionato europeo femminile di pallacanestro 19744 van der Meijs, 5 van Reemst, 6 Mulder, 7 de Liefde, 8 Kooiman, 9 R. Schouten, 10 van der Burg, 11 Lansink, 12 Maarschalkerweerd, 13 G. Schouten, 14 de Ridder, 15 Siebenlist,        All. Lenie van Beek
Campionato europeo femminile di pallacanestro 19764 R. van der Meijs, 5 van Reemst, 6 Mulder, 7 de Liefde, 8 Brakel, 9 M. van der Meijs, 10 Groothuis, 11 de Ridder, 12 Maarschalkerweerd, 13 Steenmetz, 14 Geurts, 15 Pountain,        All. Rob Hoek
Campionato europeo femminile di pallacanestro 19784 van der Meijs, 5 van Reemst, 6 Mulder, 7 de Liefde, 8 Klaassen, 9 Steenmetz, 10 Bosch, 11 de Ridder, 12 Maarschalkerweerd, 13 Posthumus, 14 Geurts, 15 Pountain,        All. Jos Pelk
Campionato europeo femminile di pallacanestro 19804 van der Meijs, 5 van Reemst, 6 de Ridder, 7 de Liefde, 8 van Helvoort, 9 Zwanenburg, 10 Bosch, 11 Mourits, 12 Maarschalkerweerd, 13 Kazius, 14 Seca, 15 Pountain,        All. Jos Pelk
Campionato europeo femminile di pallacanestro 19814 Delmee, 5 van Reemst, 6 de Vroet, 7 de Liefde, 8 Maarschalkerweerd, 9 de Ridder, 10 van der Veen, 11 Keur, 12 Zwanenburg, 13 Seca, 14 van Helvoort, 15 Pountain,        All. Jos Pelk
Campionato europeo femminile di pallacanestro 19834 Delmee, 5 van Reemst, 6 Steenmetz, 7 Hoekstra, 8 Sluijs, 9 de Ridder, 11 Mourits, 12 Keur, 13 van de Lagemaat, 14 van Helvoort, 15 Pountain,        All. Han Wallaart
Campionato europeo femminile di pallacanestro 19854 Tokkie, 5 Hoekstra, 6 Sluijs, 7 Zwanenburg, 8 van der Veen, 9 van Helvoort, 10 van Schaik, 11 Wender, 12 Mourits, 13 van de Lagemaat, 14 Keur, 15 Pountain,        All. Vladimír Heger
Campionato europeo femminile di pallacanestro 19894 Berends, 5 Schaap, 6 van Schaik, 7 Aandewiel, 8 van Dulmen, 9 Smits, 10 Hoolboom, 11 Lewis, 12 van Embricqs, 13 Wender, 14 Keur, 15 Pountain,        All. Meindert van Veen

## Nazionali giovanili
- Selezioni giovanili della nazionale di pallacanestro femminile dei Paesi Bassi